# Syncopacma polychromella
Syncopacma polychromella is een vlinder uit de familie tastermotten (Gelechiidae). De wetenschappelijke naam is voor het eerst geldig gepubliceerd in 1902 door Rebel.
De soort komt voor in Europa.